# Pelagophycus

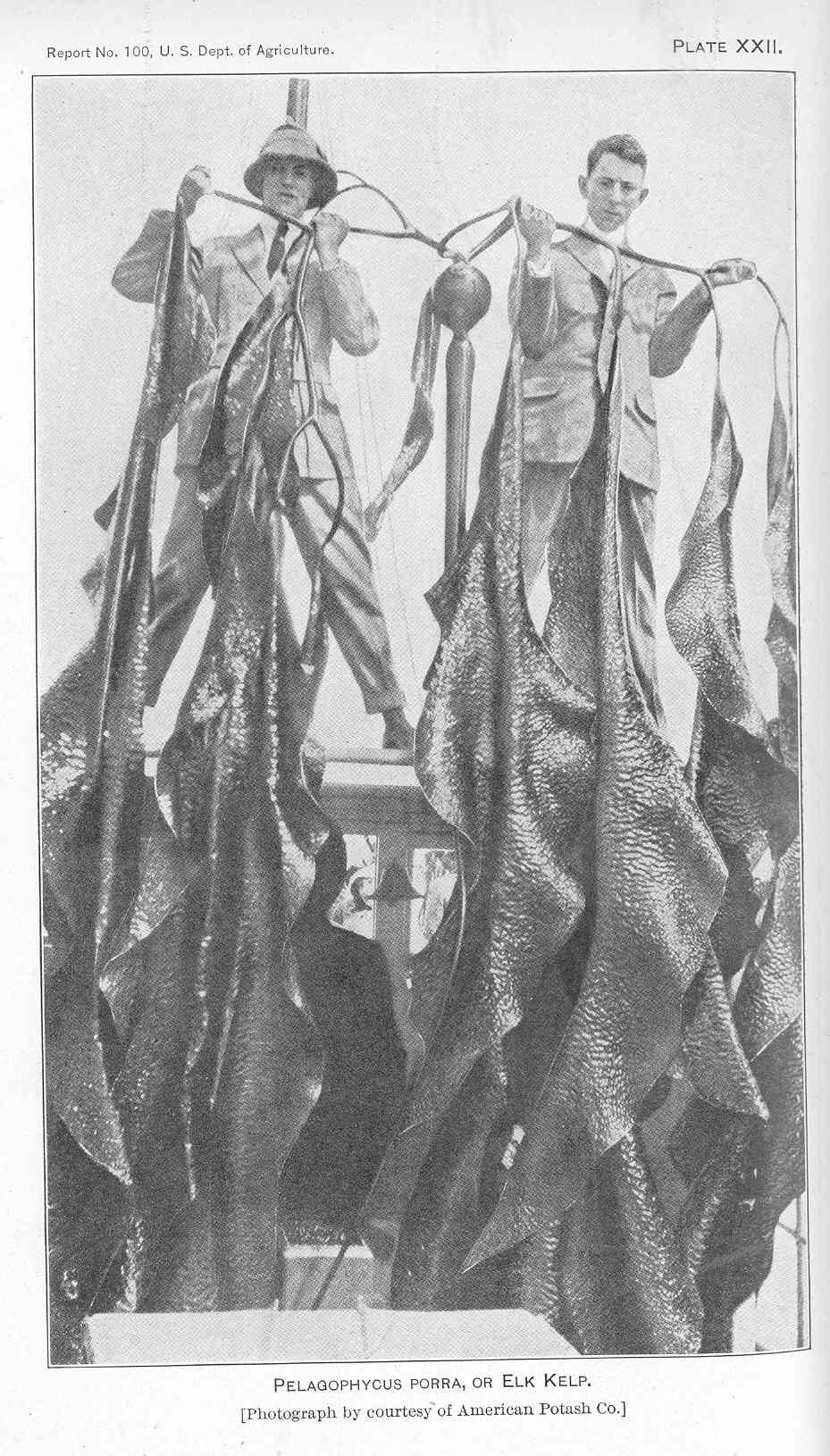
Espécime de Pelagophycus porra (foto de 1915).

Pelagophycus é um género monotípico de algas marinhas da ordem Laminariales das Phaeophyceae (algas castanhas), cuja única espécie correntemente aceite é Pelagophycus porra, uma macroalga com distribuição natural nas florestas de algas da costa oeste da América do Norte, onde ocorre em águas profundas e frias com temperatura no período mais quente não superior a 16 °C. Apresente um estipe único em forma de fita, com 3–27 m de comprimento,. e lâminas com até 3 m de largura.

## Descrição
A espécie Pelagophycus porra cresce nas florestas de algas das águas costeiras subtidais do sul da Califórnia e do noroeste da península da Baja California (México), em profundidades que vão de 20 m a 90 m, ancoradas por um rizoide a substratos que variam desde areias e outros materiais soltos a sedimentos relativamente consolidados.
O rizoide (ou crampon) de Pelacophycus é achatado e circular, estendendo-se lateralmente e produzindo um estipe único que pode medir entre 3 e 7 m de comprimento.. O talo de Pelagophycus é robusto, com frondes que medem de 5 a 20 m de comprimento e podem ter até 1 m de largura, apresentando pequenas protuberâncias em forma de espinhos ao longo de todo o seu comprimento.
O pneumatocisto (uma bolsa contendo gases que serve de flutuador à alga) apresenta um diâmetro de 6 a 20 cm e é ladeado por duas frondes, sendo um dos maiores entre os aerocistos conhecidos entre as algas.
A maior parte dos espécimes do género Pelagophycus vivem durante cerca de um ano, mas alguns ecotipos subsistem até dois anos. Apesar disso, estas algas sofrem uma taxa de mortalidade elevada, já que as correntes fortes podem levar à ruptura do estipe.

## Reprodução
Os esporos são formados em esporocistos uniloculares, localizados de ambos os lados das frondes. Como ocorre na maioria das algas, os esporos são libertados pelas algas adultas e afundam-se até atingir o fundo, germinando quando encontram um substrato adequado. Os esporos desenvolvem inicialmente um gametófitos, desenvolvendo-se depois em algas férteis. O ciclo de vida da alga, desde esporo a alga adulta, dura aproximadamente um ano.
Foram observados na natureza híbridos entre ecotipos do género Pelagophycus e formas do género Macrocystis. Esses mesmos híbridos foram também obtidos em laboratório. Embora a maioria desses híbridos seja estéril e tenha uma expectativa de vida reduzida, foi encontrado um híbrido com 15 frondes, capaz de emitir esporos funcionais. Foram também observados híbridos intergenéricos  entre Pelagophycus e Dictyoneuropsis.

## Distribuição e habitat
As algas do género Pelagophycus ocorrem principalmente nas florestas de algas californianas e mexicanas, especialmente em torno das Channel Islands (Califórnia), onde os grandes bosques de  Pelagophycus porra abrigam uma grande diversidade de espécies (peixes, pepinos-do-mar, moluscos e outras algas), ou nas costas ocidentais da Península da Baixa Califórnia.
As espécies do género Pelagophycus são mais frequentemente encontradas em águas frias (máximo 15-16 °C), a profundidades que vão 20 a 90 metros.
As algas do género Pelagophycus podem ser arrancadas do seu substrato na idade adulta durante períodos curtos, da ordem de um dia, antes de voltar a entrar em contacto com um substrato adequado e a ele se prenderem novamente.
As algas do género Pelagophycus ocorrem em lugares onde há pouca luminosidade, mostrando que precisam de pouca radiação solar para sobreviver, o que explica ocorrerem no limite inferior da zona nerítica, até cerca de 90 m de profundidade.

## Sistemática
O género Pelagophycus tem presentemente apenas uma espécie aceite como válida (P. porra), mas nela são reconhecidos três ecotipos:
- Pelagophycus porra f. giganteus Léman
- Pelagophycus porra f. porra Parker & Bleck
- Pelagophycus porra f. intermedius Areschoug

Estes ecotipos distinguem-se pelo seus habitat, que se diferencia pela intensidade da corrente, o substrato (rochoso ou arenoso), bem como pelo distanciamento em relação à costa.